# Strongylodon macrobotrys
Strongylodon macrobotrys is de botanische naam van een liaan uit de Filipijnen.
Het is een groenblijvende klimplant met houtige, tot meer dan 20 m lange en tot meer dan 2,5 cm dikke stengels. De bladeren bestaan uit drie circa 7,5-13 cm lange deelblaadjes, waarvan het middelste het langste is.
De plant bloeit in de lente en de vroege zomer met hangende, tot meer dan 1,5 m lange trossen. De tot meer dan honderd bloemen per tros zijn klauwvormig, blauwachtig groen van kleur en circa 7,5-12,7 cm lang. Na bevruchting volgen cilindrische, circa 5 cm lange peulvruchten.
Strongylodon macrobotrys is endemisch op de Filipijnen, waar hij groeit in tropisch regenwoud van het laagland tot op hoogtes van 1000 m. De plant komt onder andere voor op de Filipijnse eilanden Luzon, Catanduanes en Mindoro.